# Warmińsko-Mazurska Specjalna Strefa Ekonomiczna
Warmińsko-Mazurska Specjalna Strefa Ekonomiczna to obszar 1364,7 ha gruntów przeznaczonych pod inwestycje, zlokalizowanych na terenie województw warmińsko-mazurskiego oraz mazowieckiego. Obejmuje 37 podstref: Barczewo, Bartoszyce, Biskupiec, Braniewo, Ciechanów, Dobre Miasto, Działdowo, Elbląg, Iława, Iłowo-Osada, Kętrzyn, Kurzętnik, Lidzbark Warmiński, Mława, Morąg, Mrągowo, Nidzica, Nowe Miasto Lubawskie, Olecko, Olsztyn, Olsztynek, Orneta, Orzysz, Ostrołęka, Ostróda, Pasłęk, Pisz, Piecki, Płońsk, Pomiechówek, Stawiguda, Szczytno, Węgorzewo, Wielbark, Zakroczym, Zalewo, Żuromin.
Strefą zarządza Warmińsko-Mazurska Specjalna Strefa Ekonomiczna S.A., której akcjonariuszami są samorządy i Skarb Państwa.
Strefa jest spółką prawa handlowego i podlega ministrowi przedsiębiorczości i technologii.
Przedsiębiorcy prowadzący działalność na terenie Warmińsko-Mazurskiej Specjalnej Strefy Ekonomicznej mają prawo do korzystania z pomocy publicznej w postaci zwolnienia z podatku dochodowego z tytułu kosztów nowej inwestycji lub utworzenia nowych miejsc pracy.
Województwo warmińsko-mazurskie należy do obszaru, na którym przedsiębiorca może otrzymać najwyższą, w skali kraju pomoc publiczną. Zgodnie z mapą pomocy regionalnej maksymalną wysokość pomocy dla województwa warmińsko-mazurskiego przepisy ustalają na poziomie 50% kwalifikowanych kosztów nowej inwestycji lub 50% dwuletnich kosztów pracy nowo zatrudnionych pracowników. Dla średnich przedsiębiorców przepisy podwyższają maksymalną wysokość pomocy o 10%, a dla małych o 20%.
Warunkiem skorzystania z ulg podatkowych jest otrzymanie zezwolenia na prowadzenie działalności gospodarczej. Zezwolenie określa m.in. przedmiot działalności gospodarczej oraz warunki dotyczące w szczególności:
1) poniesienia w wyznaczonym terminie określonych nakładów inwestycyjnych;
2) utworzenia i utrzymania w określonym czasie nowych miejsc pracy.